# 1973-as magyar férfi vízilabda-bajnokság (első osztály)
Az 1973-as magyar férfi vízilabda-bajnokság a hatvanhetedik magyar vízilabda-bajnokság volt. A bajnokságban tíz csapat indult el, a csapatok két kört játszottak.

## Tabella
| #   | Csapat          | M  | Gy | D | V  | G+  | G-  | P  |
| --- | --------------- | -- | -- | - | -- | --- | --- | -- |
| 1.  | OSC             | 18 | 12 | 6 | 0  | 100 | 66  | 30 |
| 2.  | Újpesti Dózsa   | 18 | 8  | 7 | 3  | 81  | 66  | 23 |
| 3.  | Ferencvárosi TC | 18 | 9  | 4 | 5  | 75  | 70  | 22 |
| 4.  | Egri Dózsa      | 18 | 7  | 5 | 6  | 106 | 91  | 19 |
| 5.  | Vasas SC        | 18 | 7  | 5 | 6  | 85  | 76  | 19 |
| 6.  | BVSC            | 18 | 8  | 2 | 8  | 81  | 82  | 18 |
| 7.  | Vasas Izzó      | 18 | 5  | 7 | 6  | 75  | 79  | 17 |
| 8.  | Bp. Spartacus   | 18 | 5  | 7 | 6  | 64  | 65  | 17 |
| 9.  | Bp. Honvéd      | 18 | 4  | 3 | 11 | 66  | 89  | 11 |
| 10. | Szentesi Vízmű  | 18 | 1  | 2 | 15 | 68  | 117 | 4  |

* M: Mérkőzés Gy: Győzelem D: Döntetlen V: Vereség G+: Dobott gól G-: Kapott gól P: Pont

## A csapatok
Az OSC bajnokcsapata: Báthory Ferenc, Bodnár András, Hámori Miklós, Koller Ákos, Konrád Ferenc, Konrád Sándor, Kovács Károly, Nemcsik Ferenc, Sudár Attila, Szívós István, Vindisch Kálmán, edző: Mayer Mihály
Az Újpesti Dózsa ezüstérmes csapata: Budai György, Császár György, Cservenyák Tibor, Gál Tamás, Horváth Bernát, Kosztolánczy György, Max Gábor, Sárosi László, Székely Zoltán, Szittya Károly, Wolf Péter, edző: Mohácsi Attila
A Ferencváros bronzérmes csapata: Balla Balázs, Bányai Miklós, Füri Gábor, Gerendás György, Györe Lajos, Ipacs László, Kásás Zoltán, Kövecses Zoltán, Steinmetz János, Szellő Tamás, Wiesner Tamás, edző: Goór István
Egri Dózsa: Bolya László, Kácsor László, Katona József, Kovács Róbert, Kovács Tamás, Krajcsovics Csaba, Lutter István, Olajos László, Patkó József, Pócsik Dénes, Rüll Csaba, Szász Sándor, edző: Pócsik Dénes
Vasas: Barsi Gábor, Bobory György, Darida János, Faragó Tamás, Gajdosy Zoltán, Garcia Francisco, Görgényi István, Kijátz Valér, Mikó Sándor, Ölveczky Péter, Tory György, edző: Rusorán Péter
BVSC: Czigány Károly, Gém Zoltán, Gyenes József, Gyerő Csaba, Horkai György, Juhász Károly, Kiss Csaba, Németh László, Potyondi József, Spolarics Zoltán, Szeri Béla, Togyeriska Imre, edző: Babarczy Roland
Vasas Izzó: Bodnár János, Füzessy Béla, Joós János, Konrád Ede, Konrád János, Martin György, Martinovics György, Molnár György, Nagy Ferenc, Németh Gábor, Németh István, Zsoldos János, Edző: Pataki Imre
Bp. Spartacus: Albrecht Tamás, Felkai László, Hámori Tamás, Hradszky Sándor, György Sándor, Kemény Dénes, Kökény József, Lehoczky Boldizsár, Magas István, Molnár Endre, edző: Bolvári Antal
Bp. Honvéd: Dávid Gyula, Deák Gábor, Debreczeni Zsolt, Fehér András, Fonó Péter, Gál Ferenc, Hauszler Károly, Hídvégi Sándor, Kucsera Gábor, Mezei József, Molnár László, Tóth Endre, edző: Brandi Jenő
Szentes: Bódi Ferenc, Dongó László, Halász Mihály, Horváth György, Kádár József, Komlósi János, Kurucz Márton, Pengő László, Soós László, Szénászky János, Tóth Gyula, edző: Réhbely Sz. József

## A góllövőlista élmezőnye
| Hely | Gól | Játékos           | Csapat        |
| ---- | --- | ----------------- | ------------- |
| 1.   | 37  | Martin György     | Vasas Izzó    |
| 2.   | 32  | Konrád Ferenc     | OSC           |
| 3.   | 31  | Soós László       | Szentesi VSC  |
| 4.   | 27  | Faragó Tamás      | Vasas         |
| 5.   | 25  | Bobory György     | Vasas         |
| 6.   | 23  | Sárosi László     | Újpesti Dózsa |
| 7.   | 22  | Krajcsovics Csaba | Egri Dózsa    |
| 8.   | 20  | Horkai György     | BVSC          |
|      | 20  | Katona József     | Egri Dózsa    |
|      | 20  | Magas István      | Bp. Spartacus |
|      | 20  | Potyondi József   | BVSC          |
| 12.  | 19  | Pócsik Dénes      | Egri Dózsa    |
| 13.  | 18  | Ipacs László      | Ferencváros   |
|      | 18  | Kásás Zoltán      | Ferencváros   |
|      | 18  | Vindisch Kálmán   | OSC           |
|      | 18  | Wolf Péter        | Újpesti Dózsa |
| 17.  | 17  | Kemény Dénes      | Bp. Spartacus |